# Verran
64°4′20″N 11°13′2″Ø / 64.07222°N 11.21722°Ø
Verran er en tidligere kommune i Trøndelag fylke i Norge. Den ligger langs fjordarmen Beistadfjorden inderst i Trondheimsfjorden. Kommunen grænser i nord til Steinkjer og Namdalseid, i syd til Mosvik, Leksvik og Rissa, og i vest til Åfjord.  I forbindelse med Kommunereformen i Norge  blev Verran lagt sammen med Steinkjer kommune fra 1. januar 2020. Bebyggelsen  Verrabotn  i den sydvestlige del af kommunen blev samtidig lagt til Indre Fosen kommune.

## Historie
Verran indgik fra 1837 i Ytterøy formandskabsdistrikt. Ytterøy blev delt i to 1. januar 1867 da Mosvik og Verran blev skilt ud som selvstændig kommune med 2.949 indbyggere. Verran blev så oprettet som selvstændig kommune med 1.456 indbyggere da Mosvik og Verran blev delt 1. januar 1901.
1. januar 1964 blev Malm slået sammen med Verran til nutidens Verran kommune. Verran havde 1.803 indbyggere ved sammenlægningen.
En del af Verran (Fram-Verran) med 395 indbyggere blev 1. januar 1968 overført til Mosvik kommune ved en grænseregulering.

## Geografi
Kommunen er lang og smal med en kystlinje på omtrent 80 km. Kommunens højeste fjeld er Sandvassheia 655 m.o.h. Største by er kommunecenteret Malm, hvor ca. 1.600 af kommunens totalt ca. 2.600 indbyggere bor. Andre byer er Follafoss, Verrastranda og Verrabotn.
Rigsvej 720 går gennem kommunen.

## Erhverv
Hovederhvervet i kommunen er industri, en sektor hvor omkring halvdelen af den erhvervsaktive del af befolkningen er beskæftiget. Andre store sektorer er handel- og serviceerhverv, og landbrug. Jernmalmgruberne i Malm blev drevet fra 1906 til 1997. Træmassefabrikken Södra Cell Folla er største arbejdsplads i Follafoss.

## Småsamfundsprojektet
I 2006 bevilgede regeringen tre millioner kroner til småsamfundsprojektet i Verran. Det var et pilotprojekt over fem år med en ramme på seks millioner kroner, finansieret i fællesskab af Kommunal- og regionaldepartementet, fylkeskommunen og kommunen. Målet var at stabilisere folketallet, sætte fokus på trivsel og øge antallet af arbejdspladser i kommunen.